# Kafutchi (inslagkrater)
Kafutchi is een inslagkrater op de planeet Venus. Kafutchi werd in 1997 genoemd naar Kafutchi, een Bantoe meisjesnaam.
De krater heeft een diameter van 7,1 kilometer en bevindt zich op de oostrand van Beyla Corona in het quadrangle Bereghinya Planitia (V-8).